# Relações internacionais da Coreia do Norte
As relações internacionais da Coreia do Norte (oficialmente a República Popular Democrática da Coreia) foram moldadas por seu conflito com a Coreia do Sul e os seus laços históricos com o Comunismo mundial. Tanto o governo da República Popular Democrática da Coreia e o governo da República da Coreia (Coreia do Sul) afirmam ser o governo de toda a Coreia. A Guerra da Coreia, na década de 1950, não conseguiu resolver o problema, deixando a Coreia do Norte em estado guerra permanente com a Coreia do Sul e as Forças Armadas dos Estados Unidos em toda a Zona Desmilitarizada. No início da Guerra Fria, a Coreia do Norte tinha apenas o reconhecimento diplomático dos países comunistas. Nas décadas seguintes, estabeleceu relações com os países em desenvolvimento e se juntou ao Movimento dos Países Não-Alinhados. Quando o Bloco do Leste entrou em colapso nos anos 1989-1991, a Coreia do Norte fez esforços para melhorar as suas relações diplomáticas com os países capitalistas desenvolvidos. Ao mesmo tempo, houve esforços internacionais para resolver o confronto na Península Coreana, especialmente quando o Norte adquiriu armas nucleares.